# Scytodes championi
Scytodes championi là một loài nhện trong họ Scytodidae.
Loài này thuộc chi Scytodes. Scytodes championi được Frederick Octavius Pickard-Cambridge miêu tả năm 1899.